# Guillaume Charlier

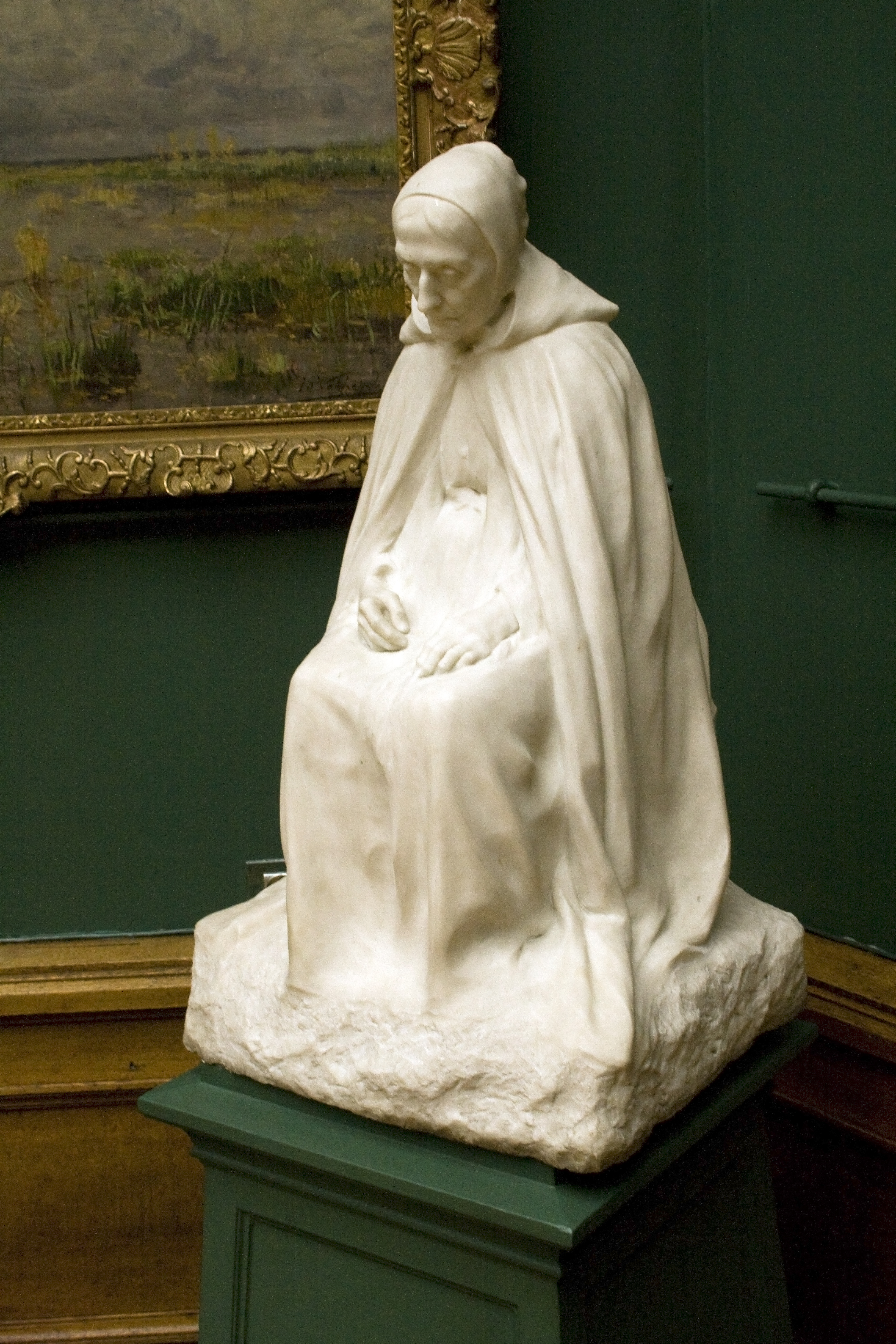
Oude vrouw in het Charliermuseum.

Guillaume Joseph Charlier (Elsene, 2 augustus 1854 - Sint-Joost-ten-Node, 15 februari 1925) was een Belgisch beeldhouwer. De meeste van zijn kleinere werken zijn tentoongesteld in het naar hem vernoemde Charliermuseum in Sint-Joost. Zijn grotere werken zijn vooral te vinden in Doornik en Blankenberge.

## Levensloop
Charlier was de zoon van een arbeider in de bouw. Op 15-jarige leeftijd verloor hij zijn vader en diende hij daarom te gaan werken om de kost te verdienen voor het gezin. Hij werd eerst leerjongen bij een matrijzenmaker en daarna ging hij in de leer bij de beeldhouwende gebroeders Willem Geefs en Jozef Geefs om ten slotte in dienst te komen van Eugène Simonis.
Tegelijkertijd volgde hij nog avondlessen aan de Koninklijke Academie voor Schone Kunsten van Brussel. Tijdens een tentoonstelling van de beeldhouwwerken van de laatstejaarsstudenten van de academie in 1879 kwam hij in contact met Henri Van Cutsem die onder de indruk was van zijn werken. Dankzij Van Cutsem, die enkele van zijn werken kocht, kon Charlier naar Parijs trekken om er van 1880 tot 1882 les te gaan volgen bij onder anderen Jules Cavelier aan de École des beaux-arts. Daarna kwam hij in dienst van Charles Van der Stappen. Als laureaat van de Belgische Prix de Rome in 1882 mocht hij een studiereis maken naar Italië waar hij enige tijd doorbracht in Firenze. Hij keerde al snel terug naar Parijs waar hij deelnam aan de salons van 1885 en 1886. Hij kreeg er een eervolle vermelding.
Charlier verloochende nooit zijn eenvoudige afkomst en was een man van het volk. Tijdens zijn vakanties, die hij meestal in Blankenberge doorbracht, deed hij niets liever dat een praatje slaan met de vissers en het gewone volk op de dijk. Hij beeldhouwde in 1897 het monument ter ere van Henri De Bruyne en Joseph Lippens dat op de zeedijk staat. Op het kerkhof van de badplaats staat verder nog het beeld Moedersmart uit 1898. Na zijn dood vernoemde de stad een helling naar de zeedijk naar hem.
Hij was eveneens actief in Doornik met het in 1891 vervaardigde monument voor kunstschilder Louis Gallait en de in 1893 vervaardigde beeldengroepen La croix, La misère en Les aveugles. In 1902 vervaardigde hij er met medewerking van Victor Horta het monument ter ere van Jules Bara. 

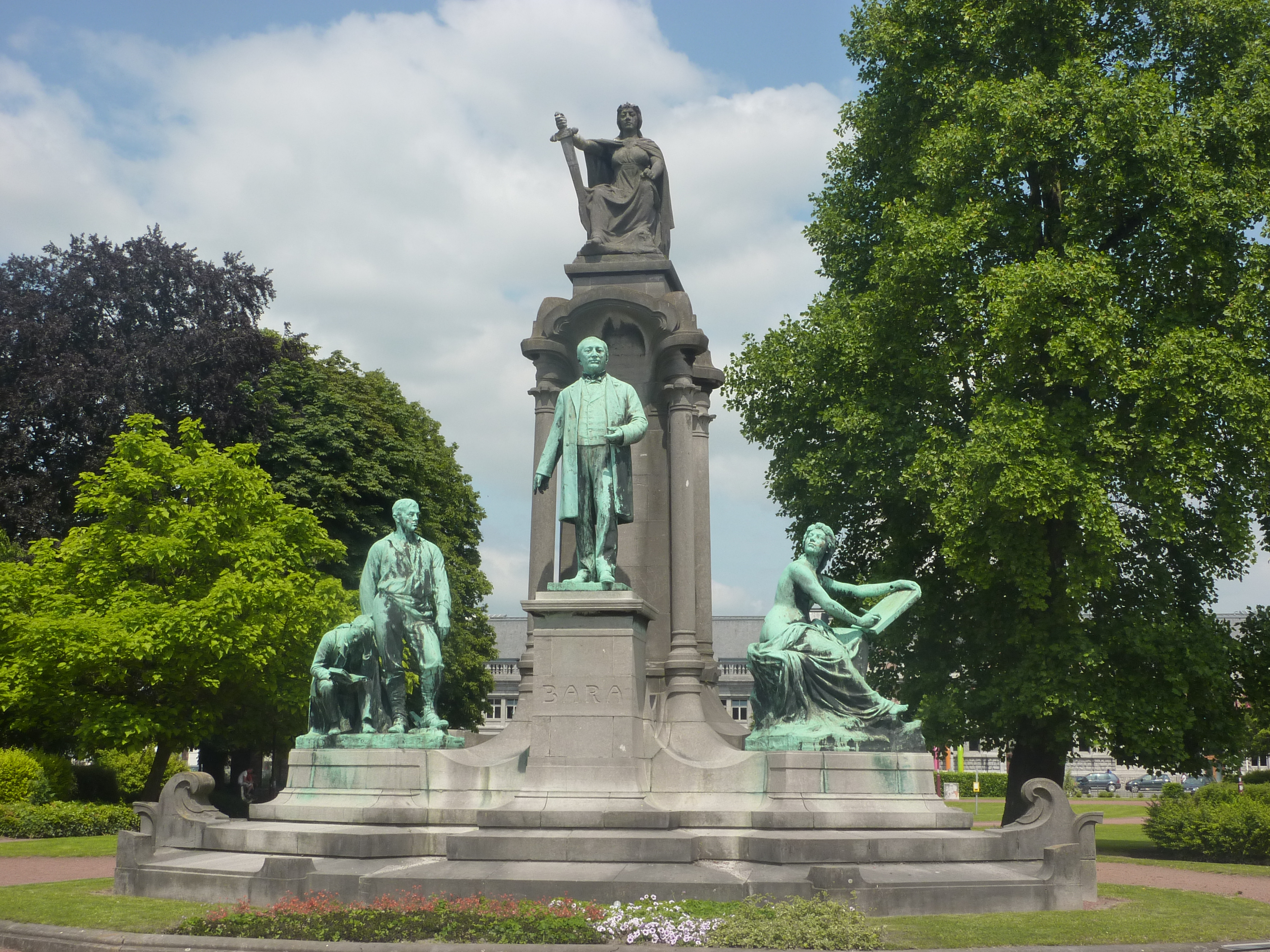
Monument ter ere van Jules Bara te Doornik

In de Brusselse Kruidtuin staan de beeldengroep Un bûcheron en La chêne uit 1896. Hij stelde in 1898 tentoon te Barcelona waar hij een medaille won en meerdere werken wist te verkopen. De Koninklijke Musea voor Schone Kunsten van België zijn in het bezit van de marmeren beeldengroep Gebed uit 1886.
Hij was vanaf 1885 lid van de kunstenaarsvereniging Les XX en vanaf 1892 lid van de Franse Société nationale des beaux-arts.
Charlier ligt begraven op de begraafplaats van Sint-Joost-ten-Node.

## Charliermuseum
In 1894 huwde Charlier met Marie Agniez. Henri Van Cutsem bood het jonge koppel aan om in zijn in 1890 door Horta verbouwde herenhuis te Sint-Joost-ten-Node, waar hij zijn verzamelde kunstwerken bewaarde, te komen wonen. Na de dood van Van Cutsem in 1904 erfde het echtpaar het herenhuis met als enige voorwaarde om het mecenaat verder te zetten. De verzameling kunstwerken, de zogenaamde Collectie Van Cutsem, werd naar de wens van de mecenas verdeeld tussen het herenhuis te Sint-Joost en het nieuwe Museum voor Schone Kunsten te Doornik dat op vraag van Van Cutsem was gebouwd.
Hij breidde de Brusselse verzameling verder uit en bij zijn dood in 1925 schonk hij het herenhuis met zijn collectie bij legaat aan de gemeente Sint-Joost-ten-Node met als voorwaarde om de collectie intact te houden er een openbaar museum op te richten. Dit was de start van het Charliermuseum.

## Fotogalerij

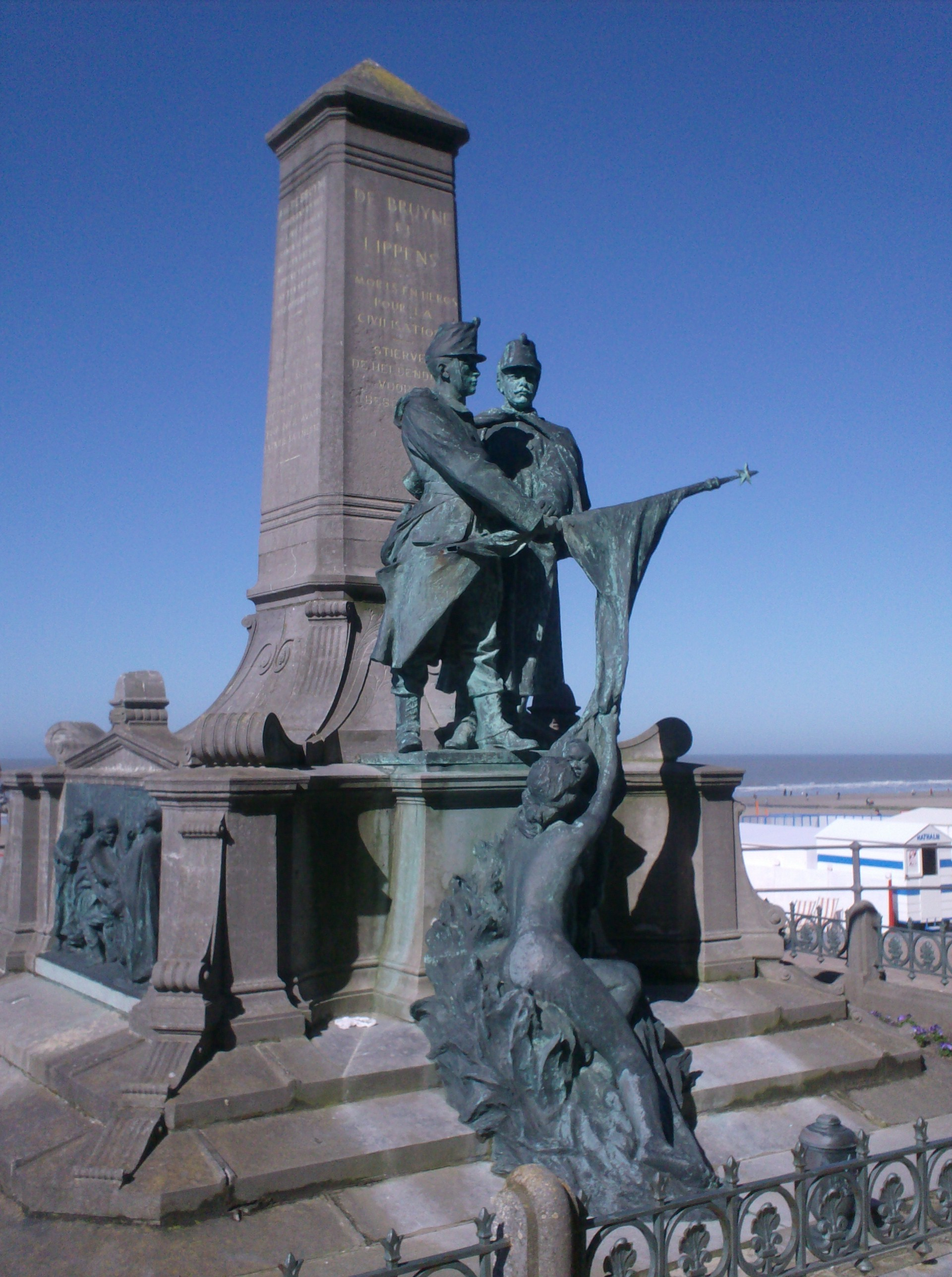
Monument ter ere van Lippens en De Bruyne te Blankenberge
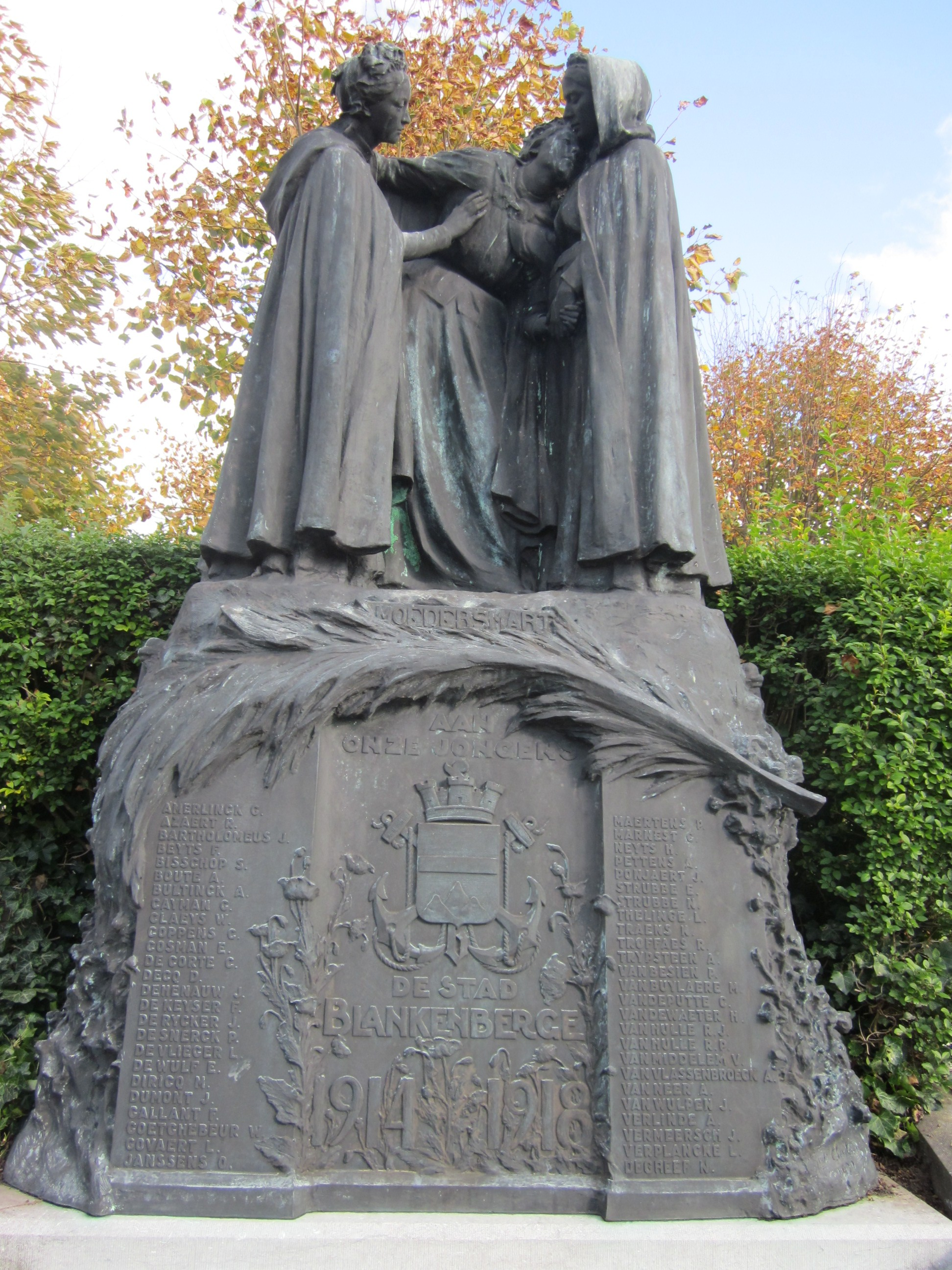
Moedersmart te Blankenberge
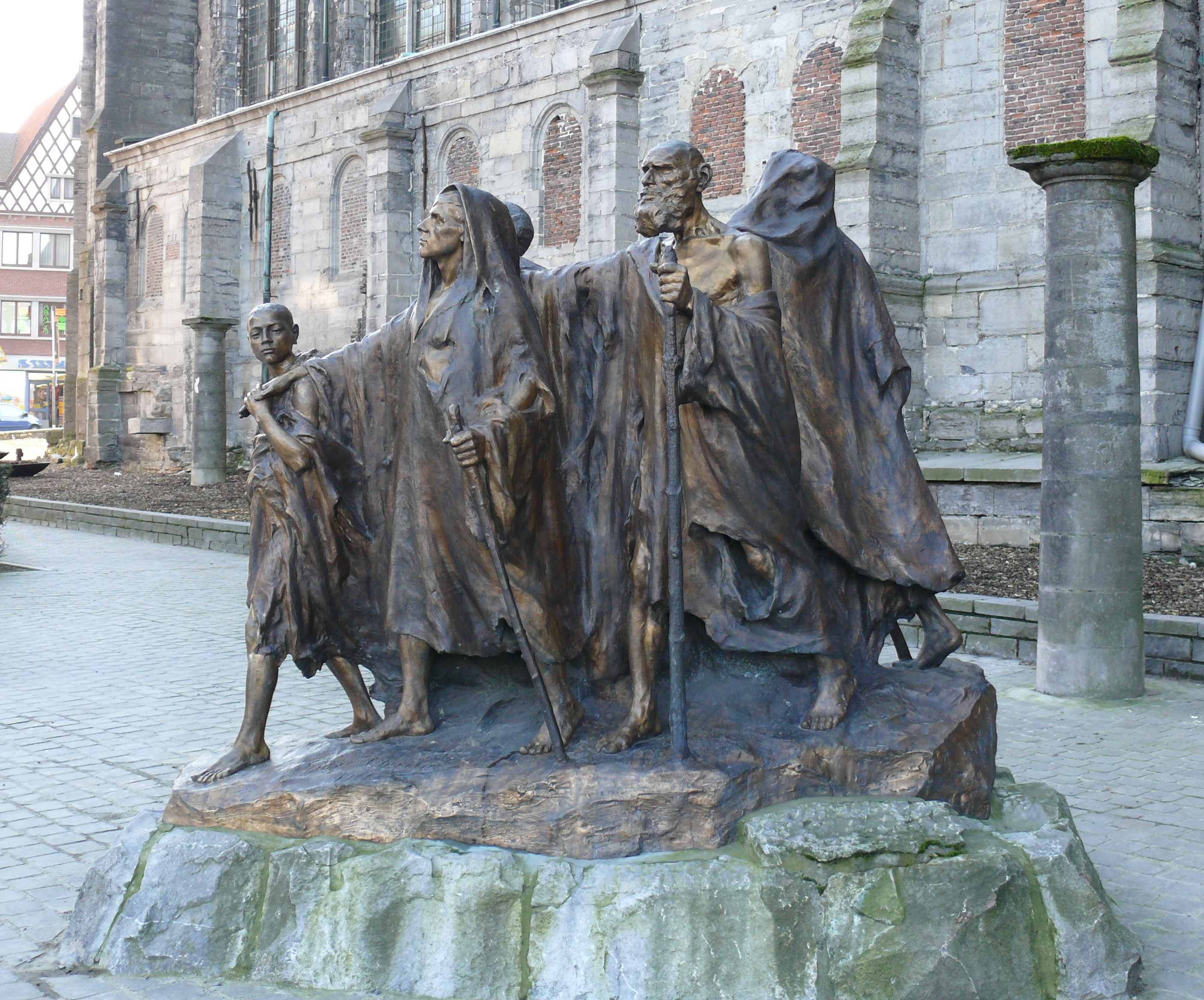
Les aveugles te Doornik
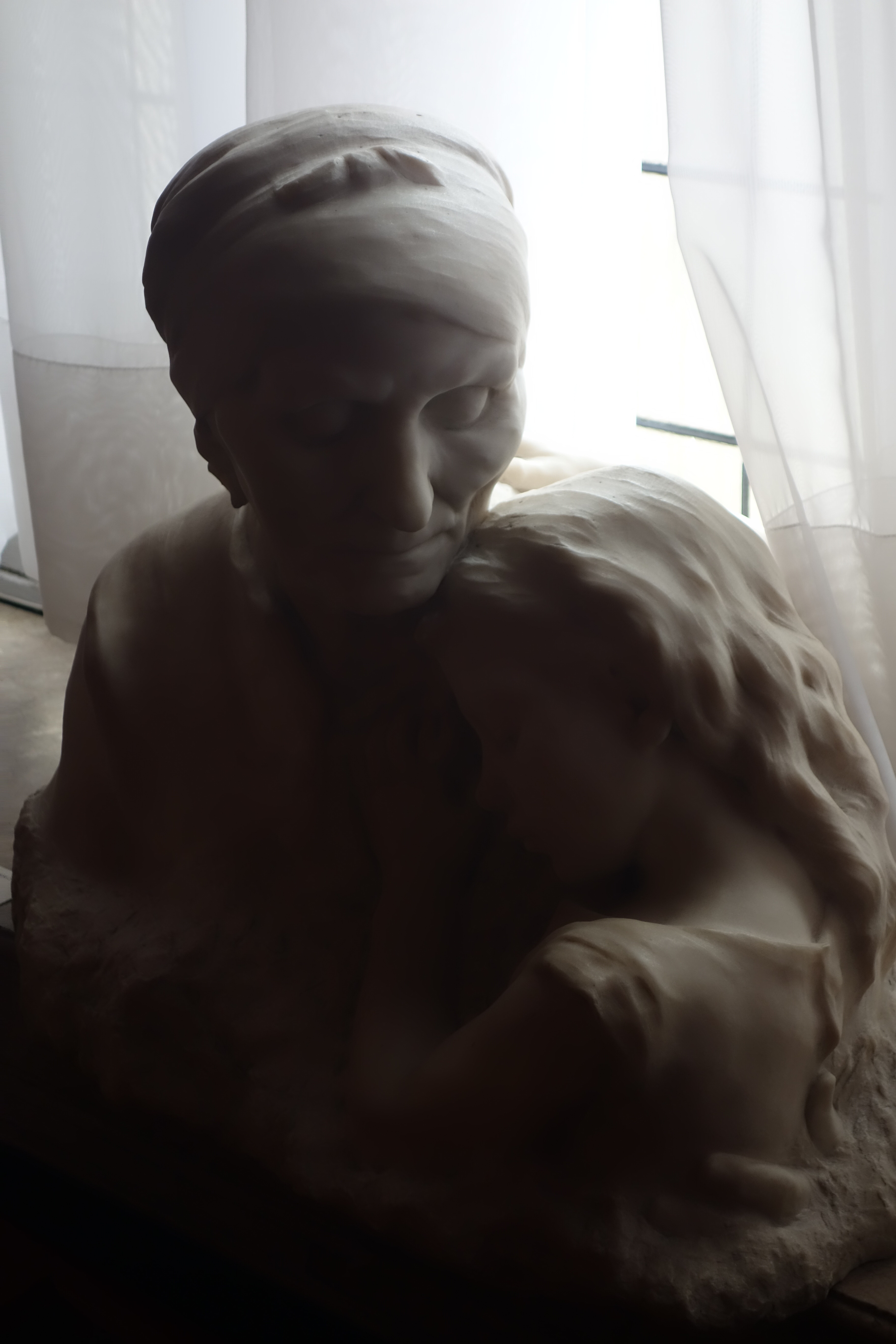
Tederheid in het Charliermuseum